# چارلز فیلیپ لاریویر
چارلز فیلیپ لاریویر (زاده ۲۸ سپتامبر ۱۷۹۸ در پاریس – درگذشته ۲۹ فوریه ۱۸۷۶ در پاریس) نقاش و لیتوگراف نامدار فرانسوی بود.
وی شاگرد مستعد نقاشان بزرگی چون ژیرودت، آنتوان-ژان گروس و پائولین گوئرین بود. او در سال ۱۸۱۳ میلادی در مدرسه هنرهای زیبا فرانسه پذیرفته شد و در سال ۱۸۲۴ موفق به دریافت جایزه بزرگ رم برای نقاشی مرگ آلکیبیادس شد.

## نگارخانه

آثار چارلز فیلیپ لاریویر
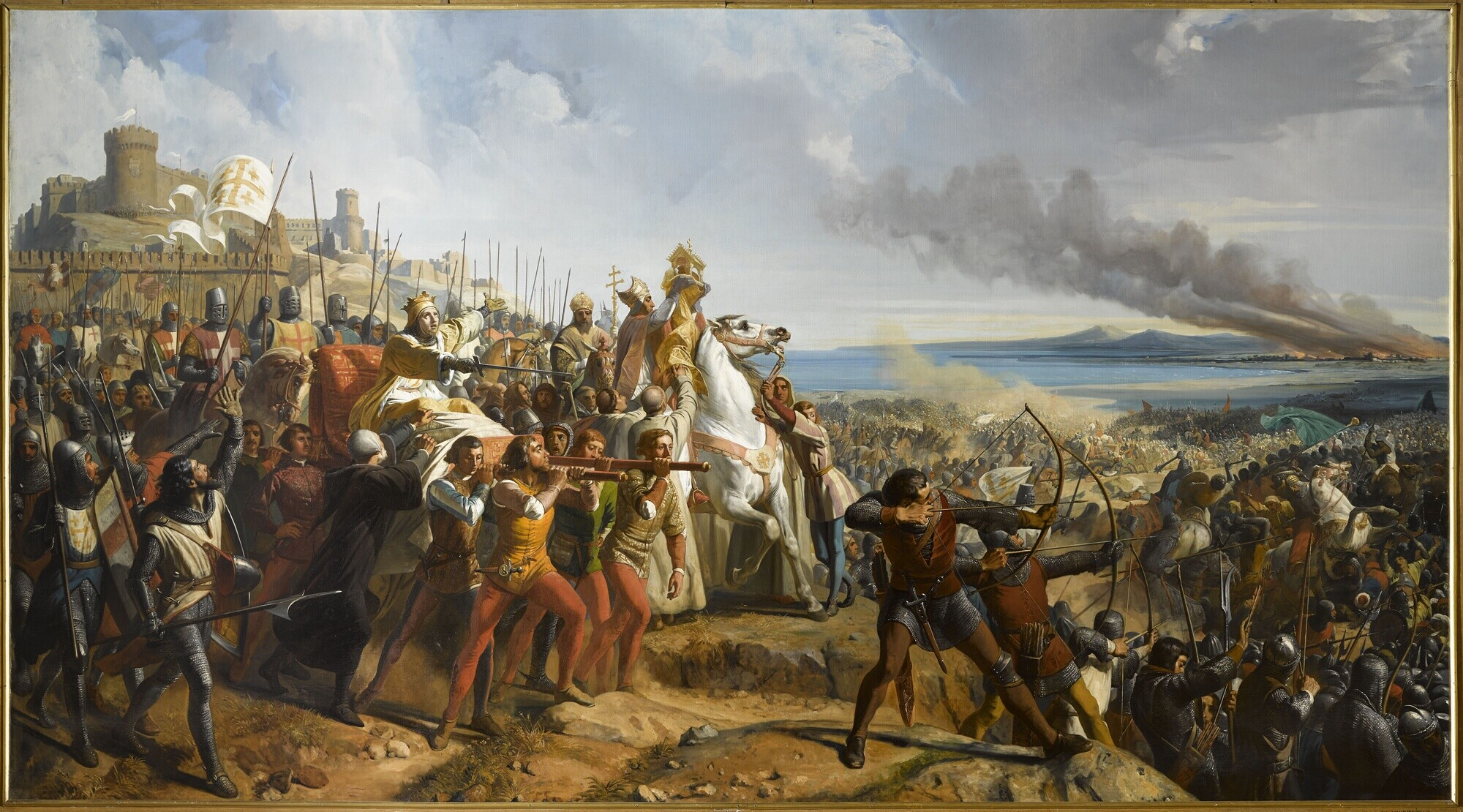
نقاشی نبرد مونتگیسارد، تقابل صلیبیون به رهبری بالدوین چهارم و سپاهیان اسلام به رهبری صلاح‌الدین ایوبی
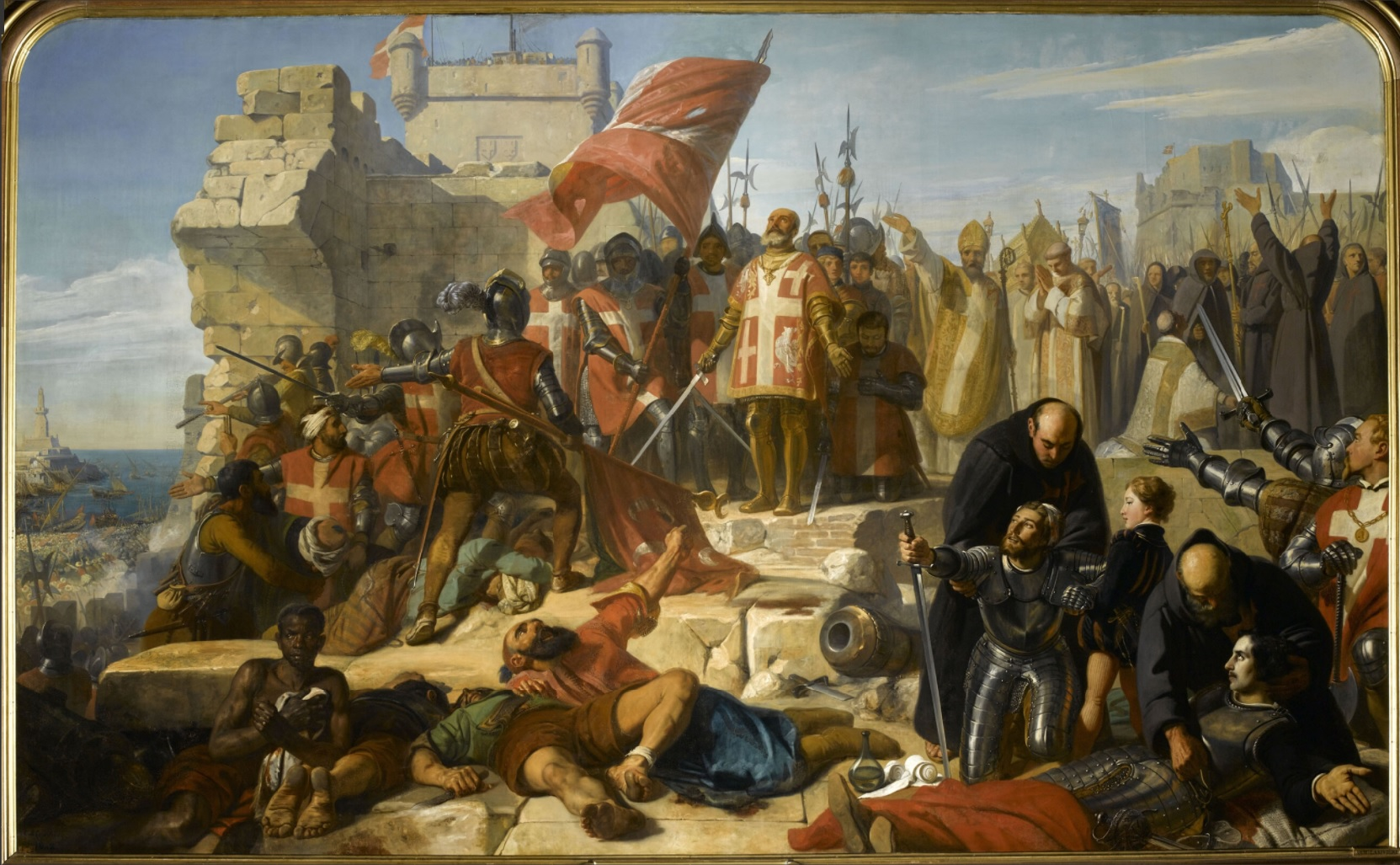
سنگ نگاره محاصره بزرگ مالت